# Flying Romeos
Pour plus de détails, voir Fiche technique et Distribution.
Flying Romeos est un film américain réalisé par Mervyn LeRoy et sorti en 1928. C'est un des nombreux films qui ont été inspirés par la traversée de l'Atlantique par Charles Lindbergh en 1927

## Synopsis
Cohen et Cohan, deux garçons coiffeurs, sont tous deux amoureux de Minnie, leur jeune manucure, qui a un penchant pour les aviateurs. Pour tenter de la séduire, ils s'inscrivent à des cours de pilotage, et se retrouvent accidentellement en train d'effectuer des cascades dans leur avion.

## Fiche technique
- Réalisation : Mervyn LeRoy
- Scénario : John McDermott, Sidney Lazarus, Gene Towne, John W. Conway
- Production : First National Pictures
- Photographie : Devereaux Jennings
- Montage : Paul Weatherwax
- Genre : Comédie[2]
- Durée : 60 minutes
- Date de sortie :
  - États-Unis : 26 février 1928

## Distribution

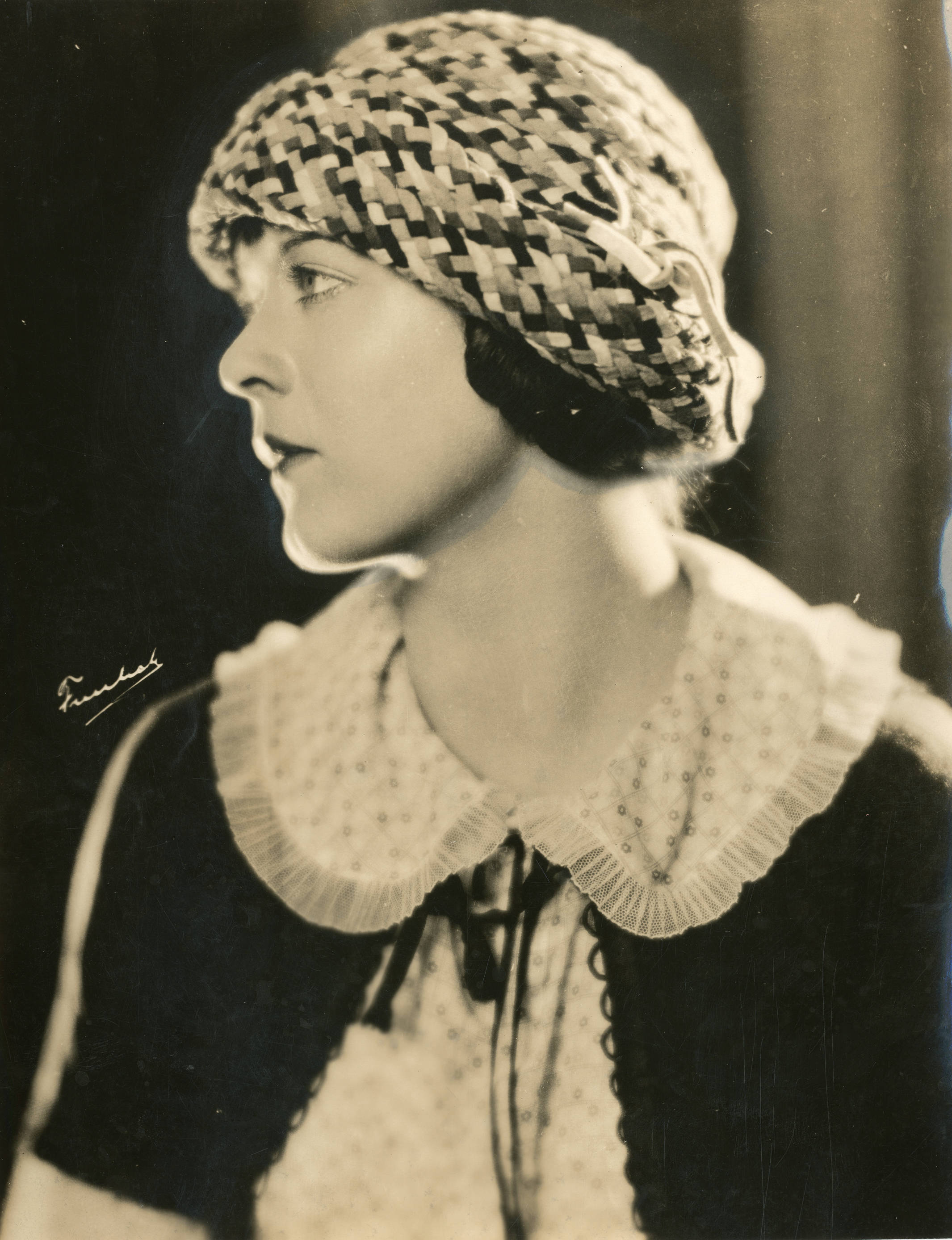
Fritzi Ridgeway.

- Charles Murray : Cohan
- George Sidney : Cohen
- Fritzi Ridgeway : Minnie
- Lester Bernard : Goldberg
- Duke Martin : l'aviateur
- James Bradbury Jr. (en) : The Nut
- Belle Mitchell : Mrs. Goldberg